# A bosszú ára
A bosszú ára (eredeti cím: Vendetta) 2022-ben bemutatott amerikai akció-thriller, melyet Jared Cohn írt és rendezett. A főszerepben Clive Standen, Theo Rossi, Mike Tyson, Thomas Jane és Bruce Willis látható.
A filmet 2022. május 17-én mutatta be korlátozott számban a Redbox Entertainment.

## Cselekmény
Georgia külvárosában a családapa és volt tengerészgyalogos William vacsoráért megy 16 éves lányával, Kat-tel, aki softball-játékos, és arról álmodik, hogy egyszer profi játékos lesz. Míg William bemegy a vacsoráért az étterembe, Kat addig az autóban várakozik. 
Rory és Danny testvérek az apjuk, Donnie megbízásából megérkeznek autóval, és megölik a lányt. A hatóságok hamarosan letartóztatják Danny-t, de Donnie megbundázza a bíróságot, így a férfi szabadon távozhat. William úgy dönt, hogy a következő éjszaka követi és megöli Dannyt. Donnie és Rory feldühödve bosszúhadjáratot indítanak William likvidálására. Mivel küldetésük kudarcot vall, William végül megöli Rory-t és Donnie-t.

## Szereplők
| Szerep         | Színész       | Magyar hang      |
| -------------- | ------------- | ---------------- |
| William Duncan | Clive Standen | Makranczi Zalán  |
| Rory Fetter    | Theo Rossi    | Szabó Máté       |
| Roach          | Mike Tyson    | Schneider Zoltán |
| Dante          | Thomas Jane   | László Zsolt     |
| Donnie Fetter  | Bruce Willis  | Dörner György    |

## A film készítése
A film forgatása 2021 szeptemberében fejeződött be.
Ugyanebben a hónapban jelentették be, hogy a Redbox Entertainment megszerezte a film amerikai forgalmazási jogait. A bosszú ára az egyik utolsó film, amelyben Willis szerepelt. Ő ugyanis visszavonult a színészettől, mert afáziát diagnosztizáltak nála.

## Megjelenés
A bosszú ára 2022. május 17-én került a mozikba korlátozott számban a Redbox Entertainment forgalmazásában. Ugyanezen a napon megjelent a különféle letöltő platformokon is.

### Bevétel
2022. május 28-án a film világszerte 22 925 dolláros bevételt hozott a jegypénztáraknál.

## Fordítás
- Ez a szócikk részben vagy egészben  a   Vendetta (2022 film) című angol Wikipédia-szócikk fordításán alapul.  Az eredeti cikk szerkesztőit annak laptörténete sorolja fel. Ez a jelzés csupán a megfogalmazás eredetét és a szerzői jogokat jelzi, nem szolgál a cikkben szereplő információk forrásmegjelöléseként.